# فریدریش پولاک
فریدریش پولاک (۲۲ مه ۱۸۹۴–۱۶ دسامبر ۱۹۷۰) فیلسوف و دانشمند علوم اجتماعی آلمانی بود. پولاک یکی از بنیانگذاران مؤسسه تحقیقات اجتماعی در فرانکفورت و از اعضای مکتب فرانکفورت و یکی از چهره‌های نظریه‌های نئو مارکسیستی به شمار می‌رود.